# Mounir Satouri
Mounir Satouri, né le 25 mai 1975 à Casablanca (Maroc), est un homme politique français.
Membre d'Europe Écologie Les Verts depuis 2001, il est conseiller municipal des Mureaux (Yvelines) de 2008 à 2019, conseiller régional d'Île-de-France de 2010 à 2021 (présidant le groupe écologiste de 2013 à 2015 et de 2016 à 2019), et député européen depuis 2019. Il est responsable de coordination au sein de l'équipe de campagne de Yannick Jadot pour l'élection présidentielle de 2022.

## Situation personnelle

### Enfance et premiers engagements
Mounir Satouri naît dans un quartier populaire de Casablanca. Il grandit au Maroc, tandis que son père, qui travaille dans le BTP en France depuis les années 1960, fait des allers-retours entre les deux pays.
À l'âge de 15 ans, Mounir Satouri s'engage dans le mouvement de jeunesse de l'Union socialiste des forces populaires. Lors d'une vaste grève des étudiants à laquelle il participe, il est emprisonné pendant quatre semaines pour trouble de l'ordre public, ce qui déclenche chez lui une « immense envie pour la liberté ». À la suite de cet événement, sa famille s'installe en France.
Une fois installé dans les Yvelines, Mounir Satouri s'engage comme syndicaliste étudiant à l'UNEF-ID de 1995 à 1998. Il devient ensuite militant associatif, notamment contre le nucléaire et pour la défense des droits de l'Homme.
Il est naturalisé français en 2002.

### Parcours professionnel
Il dirige le centre social Grain de soleil à Chanteloup-les-Vignes (Yvelines) de 2007 à 2014.

## Parcours politique
Mounir Satouri s'engage chez Les Verts en 2001 après avoir fait partie un temps du Parti socialiste. Il déclare quitter le PS quand celui-ci décide de retirer le droit de vote des étrangers de son programme.
En 2008, il devient élu municipal aux Mureaux, où il est réélu depuis.
Aux élections régionales de 2010, il est élu conseiller régional. Puis, il devient en 2012 président du groupe des écologistes à la suite de la nomination de Cécile Duflot au poste de ministre du Logement. Il occupe cette fonction jusqu'en 2015 puis de nouveau de 2016 à 2019.
Aux élections législatives de 2012, il est candidat commun EELV-PS-PRG dans la neuvième circonscription des Yvelines, détenue par la droite depuis plus de 25 ans. Il obtient un score de 33,26 % au premier tour en 2012. Il obtient 43,17 % au second tour.
Directeur de la campagne Changeons d'air en Île-de-France pour les régionales de 2015, il est de nouveau élu conseiller régional en décembre 2015. Il devient président du groupe écologistes et apparentés à la suite du départ d'Emmanuelle Cosse, nommée ministre du Logement,.
Le 15 décembre 2017, il soutient Benoît Hamon à la primaire de la gauche et appelle les écologistes à se rallier au socialiste si ce dernier gagne. Le 30 janvier 2017, il publie une tribune appelant Yannick Jadot à se désister au profit d'une candidature commune avec Benoît Hamon.
Pour les élections européennes de 2019, il est candidat en septième position sur la liste commune EELV - AEI - RPS emmenée par Yannick Jadot ; il est élu député européen. La même année, il est signataire de la motion d’Éva Sas lors du congrès d'EELV.
En février 2021, il se rend en Syrie pour visiter le camp de réfugiés d'Al-Hol, mais l'entrée lui est refusé par les forces kurdes qui contrôlent la région.
En vue de l'élection présidentielle de 2022, il est responsable de coordination au sein de l'équipe de campagne de Yannick Jadot, qu'il soutient sur les réseaux sociaux à partir de début 2020.
Il soutient Sophie Bussière lors du congrès d'EELV de 2022. Cette dernière entend représenter un courant plutôt social-démocrate au sein du parti, sur le modèle des « réalos » des Verts allemands.
En quatrième position sur la liste EELV menée par Marie Toussaint, il est réélu député européen le 9 juin 2024. Le 23 juillet 2024, il est élu président de la sous-commission des droits de l'homme du parlement européen.